# Bay View (hrabstwo Pictou)
Bay View – miejscowość (community; przed 26 czerwca 2007 dispersed rural community) w kanadyjskiej prowincji Nowa Szkocja, w hrabstwie Pictou (45°42′08″N, 62°40′50″W), na północny wschód od Pictou; nazwa urzędowo zatwierdzona 3 grudnia 1970. Pierwotnie (przed urzędowym zatwierdzeniem) używane lokalnie miano Bay View rozciągało się na tereny (zamieszkałe w 1956 przez 193 osób) na południowym brzegu zatoki Caribou Harbour, na którym to obszarze w 1891 kanadyjski rząd federalny uruchomił wylęgarnię homarów, 13 stycznia 1949 oddano do użytku budynek szkolny, a w latach 60. XX wieku mieszkańcy zajmowali się w przeważającej mierze uprawą roli i rybołówstwem. Miejscowość należy do okręgu wyborczego (do rady hrabstwa) nr 3.